# ファイティング・ザ・ワールド
『ファイティング・ザ・ワールド』（Fighting the World）は、アメリカ合衆国のヘヴィメタル・バンド、マノウォーが1987年に発表した5作目のスタジオ・アルバム。バンドが新たに契約を得たアトランティック・レコードのサブ・レーベル、アトコ・レコードから発売された。

## 背景
収録曲「ディフェンダー」は、デビュー作『バトル・ヒムズ』（1982年）制作時にデモ録音されていた曲で、俳優のオーソン・ウェルズ（1985年死去）によるナレーションは、当時のデモ音源から流用された。本作よりマノウォーの作品のアートワークを手がけるようになったイラストレーターのケン・ケリーは、レインボーの『虹を翔る覇者』、キッスの『地獄の軍団』や『ラヴ・ガン』のジャケットを描いたことでも知られる。

## 反響・評価
スウェーデンのアルバム・チャートでは3回（6週）連続でトップ40入りし、最高27位を記録した。
Eduardo Rivadaviaはオールミュージックにおいて5点満点中3点を付け、アルバム前半に関して「"Blow Your Speakers"や"Carry On"は露骨にMTV進出を狙ったような曲で、タイトル曲の大仰なドラム・サウンドは、メタルと言うよりディスコ的だ」と批判する一方「バンドはアルバムの後半では通常運転である。とりわけ、バンドが再びオーソン・ウェルズのナレーションを乗せた叙事詩"Defender"、猛烈な"Holy War"、最終戦争的な"Black Wind, Fire and Steel"が楽しめる」と評している。Dom Lawsonは2016年、loudersond.comの企画「マノウォーの最もマノウォー的な10曲」において、本作からの「キャリー・オン」を9位、「ブラック・ウインド、ファイアー・アンド・スティール」を2位に挙げた。

## 収録曲
全曲ともジョーイ・ディマイオ作。6.はインストゥルメンタル。
1. ファイティング・ザ・ワールド "Fighting the World" – 3:53
2. ブロウ・ユア・スピーカーズ "Blow Your Speakers" – 3:43
3. キャリー・オン "Carry On" – 4:18
4. 暴力と流血 "Violence and Bloodshed" – 4:00
5. ディフェンダー "Defender" – 6:05
6. ドラムス・オブ・ドゥーム "Drums of Doom" – 1:15
7. ホーリー・ウォー "Holy War" – 4:44
8. マスター・オブ・リヴェンジ "Master of Revenge" – 1:34
9. ブラック・ウインド、ファイアー・アンド・スティール "Black Wind, Fire and Steel" – 5:16

## カヴァー
「ファイティング・ザ・ワールド」は、ミスティック・プロフェシーによるカヴァーが録音され、アルバム『リグレサス』（2003年）のアメリカ盤CDにボーナス・トラックとして収録された。なお、日本ではアルバム『ファイアエンジェル』（2009年）のボーナス・トラックに流用された。

## 参加ミュージシャン
- エリック・アダムス - ボーカル
- ロス・ザ・ボス（英語版） - ギター、キーボード
- ジョーイ・ディマイオ - ベース、8弦ベース
- スコット・コロンバス（英語版） - ドラムス、パーカッション

アディショナル・パーソネル
- オーソン・ウェルズ - ナレーション(on #5)
- General VanClibreen Philharmonic - ストリングス(on #5)
- ヴィンス・ガットマン - アディショナル・ドラムス(on #6)